# Mikulin AM-38

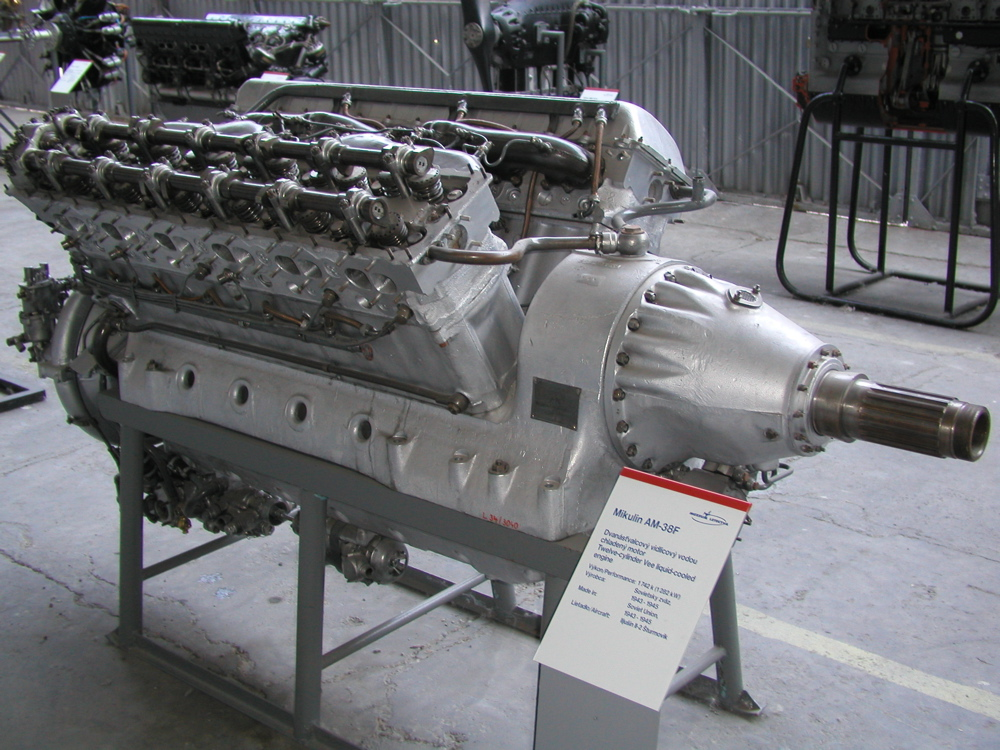
Motor AM-38F preservado en el Museo de la Aviación de Košice, Eslovaquia.

El Mikulin AM-38 fue un motor de aviación refrigerado por líquido desarrollado en la Unión Soviética, evolución del modelo previo AM-35, entrando en producción en 1941, y siendo empleado en los aviones de ataque Ilyushin Il-2. La producción del motor alcanzó las 36.163 unidades. 

## Variantes
AM-38F
Versión de baja altitud con mayor potencia al despegue y 10 minutos de potencia de emergencia.

## Especificaciones (AM-38F)
- Tipo: 12 cilindros en V a 60°
- Diámetro: 160 mm
- Carrera: 190 mm
- Desplazamiento: 46,66 litros
- Peso: 880 kg
- Alimentación: carburador
- Refrigeración: líquida
- Potencia: 1.270 kW (1.700 hp) a 2.350 rpm
- Potencia específica: 27,2 kW/L
- Compresión: 6:1
- Sobrealimentador: centrífugo
- Relación potencia/peso: 1,53 kW/kg